# Ruine Waldau (Landschaftsschutzgebiet)
Das Gebiet Ruine Waldau ist ein vom Landratsamt Villingen am 10. August 1954 durch Verordnung ausgewiesenes Landschaftsschutzgebiet in Königsfeld im Schwarzwald.

## Lage
Das Schutzgebiet liegt zwischen Burgberg und Buchenberg, nördlich von Martinsweiler. Durch das Schutzgebiet fließt der Glasbach und das Roggenbächle.

## Landschaftscharakter
Das Gebiet ist von einigen für den Schwarzwald typischen Einzelgehöfte und Mühlen umgeben und wird durch die Ruine Waldau im Zentrum des Gebiets dominiert. Um die Ruine befinden sich Wirtschaftswiesen, entlang des Glasbachs befinden sich auch als Biotop geschützte Nasswiesen. Im Osten wird das Gebiet von der Landesstraße 177 begrenzt.